# Jefim Trocenko
Jefim Grigorjewicz Trocenko (ros. Ефим Григорьевич Троценко, ur. 14 marca?/27 marca 1901 w chutorze Jegorow w obwodzie rostowskim, zm. 25 stycznia 1972 w Moskwie) – radziecki dowódca wojskowy, generał pułkownik.

## Życiorys
Od 1918 służył w Armii Czerwonej, brał udział w wojnie domowej i walce z basmaczami w Środkowej Azji, w 1922 ukończył kursy dowódcze w Krasnodarze. Służył w pułku 13 Dagestańskiej Dywizji Piechoty, od września do listopada 1925 dowodził kompanią, a 1925-1926 batalionem, w październiku 1926 został dowódcą i politrukiem kompanii, w 1931 ukończył Akademię Wojskową im. Frunzego i został skierowany do pracy w sztabie dywizji, 1934-1936 był szefem sztabu 70 Dywizji Piechoty. Od kwietnia do grudnia 1936 był szefem sztabu 1 Kazańskiej Dywizji Piechoty, potem szefem Wydziału I Operacyjnego Sztabu Nadwołżańskiego Okręgu Wojskowego w stopniu pułkownika, w 1937 jako doradca dowódcy korpusu uczestniczył w wojnie domowej w Hiszpanii, 10 sierpnia 1938 otrzymał stopień kombriga. Od sierpnia 1938 do lipca 1939 był szefem sztabu Kalinińskiego Okręgu Wojskowego, od lipca 1939 do czerwca 1940 szefem sztabu 2 Samodzielnej Armii Czerwonego Sztandaru, od 4 listopada 1939 w randze komdiwa, a od 4 czerwca 1940 generała majora. Od czerwca do lipca 1940 był szefem sztabu 2 Armii Błagowieszczeńskiej, od 11 lipca do 15 listopada 1940 szefem sztabu Zabajkalskiego Okręgu Wojskowego, od 15 listopada 1940 do 12 lipca 1945 szefem sztabu Frontu Zabajkalskiego, od 1 września 1943 w stopniu generała porucznika. Uczestniczył w wojnie z Japonią. 10 września 1945 został szefem sztabu, a w styczniu 1947 także I zastępcą dowódcy Zabajkalskiego Okręgu Wojskowego (do 15 maja 1953), później był dowódcą tego okręgu wojskowego (do grudnia 1956), 31 maja 1954 został awansowany na generała pułkownika, od grudnia 1956 do 1965 był I zastępcą szefa Głównego Zarządu Kadr Ministerstwa Obrony ZSRR. Został pochowany na Cmentarzu Nowodziewiczym.

## Odznaczenia
- Order Lenina (dwukrotnie)
- Order Czerwonego Sztandaru (czterokrotnie)
- Order Czerwonej Gwiazdy (dwukrotnie)
- Medal jubileuszowy „XX lat Robotniczo-Chłopskiej Armii Czerwonej” (24 stycznia 1938)
- Medal „Za zwycięstwo nad Niemcami w Wielkiej Wojnie Ojczyźnianej 1941–1945” (9 maja 1945)
- Medal „Za zwycięstwo nad Japonią” (30 września 1945)

I medale ZSRR oraz dwa ordery zagraniczne.